# Видуша (планина)
Видуша је планина на југу Републике Српске. Њен највиши врх се налази на 1.328 m надморске висине. Припада хуминама, планинама ниске Херцеговине, тачније вијенцу Ситнице. Видуша је смјештена на тромеђи општина Билећа, Љубиње и Требиње.